# ارنست لسپیناس
ارنست لسپیناس (فرانسوی: Ernest Lespinasse‎; ۲۰ اکتبر ۱۸۹۷ – ۲۲ نوامبر ۱۹۲۷) ژیمناست هنری اهل فرانسه بود.